# Версейп, Луи
Луи́ Версе́йп (нидерл. Louis Versyp, произношение [luˈwi vərˈsɛi̯p]; 5 декабря 1908, Брюгге, Бельгия — 27 июня 1988) — бельгийский футболист, нападающий, участник Олимпиады 1928, ЧМ-1930 и ЧМ-1934.

## Карьера

### Клубная
На протяжении всей своей карьеры Луи Версейп был верен клубу «Брюгге». Он выступал за команду с 1926 по 1944 год.

### В сборной
Дебютировал в сборной на Олимпийских играх в Амстердаме в 1928 году. Через два года принял участие в первом чемпионате мира по футболу. Также сыграл большое количество товарищеских встреч и два матча отборочного турнира к чемпионату мира 1934 года. Завершил карьеру в сборной в 1936 году, имея на счету 34 сыгранных матча и 8 забитых мячей.
| Матчи и голы Луи Версейпа за сборную Бельгии | Матчи и голы Луи Версейпа за сборную Бельгии | Матчи и голы Луи Версейпа за сборную Бельгии | Матчи и голы Луи Версейпа за сборную Бельгии | Матчи и голы Луи Версейпа за сборную Бельгии | Матчи и голы Луи Версейпа за сборную Бельгии | Матчи и голы Луи Версейпа за сборную Бельгии |
| -------------------------------------------- | -------------------------------------------- | -------------------------------------------- | -------------------------------------------- | -------------------------------------------- | -------------------------------------------- | -------------------------------------------- |
| №                                            | Дата                                         | Место проведения                             | Соперник                                     | Счёт                                         | Голы                                         | Турнир                                       |
| 1                                            | 27 мая 1928                                  | Амстердам, Нидерланды                        | Люксембург                                   | 5:3                                          | 1                                            | Олимпийские игры 1928                        |
| 2                                            | 13 апреля 1930                               | Коломб, Франция                              | Франция                                      | 6:1                                          | 2                                            | Товарищеский матч                            |
| 3                                            | 4 мая 1930                                   | Амстердам, Нидерланды                        | Нидерланды                                   | 2:2                                          | -                                            | Товарищеский матч                            |
| 4                                            | 11 мая 1930                                  | Брюссель, Бельгия                            | Ирландское Свободное Государство             | 1:3                                          | -                                            | Товарищеский матч                            |
| 5                                            | 18 мая 1930                                  | Антверпен, Бельгия                           | Нидерланды                                   | 3:1                                          | -                                            | Coupe Van den Abeele 1930                    |
| 6                                            | 25 мая 1930                                  | Льеж, Бельгия                                | Франция                                      | 1:2                                          | -                                            | Товарищеский матч                            |
| 7                                            | 8 июня 1930                                  | Антверпен, Бельгия                           | Португалия                                   | 2:1                                          | -                                            | Товарищеский матч                            |
| 8                                            | 13 июля 1930                                 | Монтевидео, Уругвай                          | США                                          | 0:3                                          | -                                            | Чемпионат мира 1930                          |
| 9                                            | 20 июля 1930                                 | Монтевидео, Уругвай                          | Парагвай                                     | 0:1                                          | -                                            | Чемпионат мира 1930                          |
| 10                                           | 21 сентября 1930                             | Антверпен, Бельгия                           | Чехословакия                                 | 2:3                                          | 1                                            | Товарищеский матч                            |
| 11                                           | 7 декабря 1930                               | Монруж, Франция                              | Франция                                      | 2:2                                          | -                                            | Товарищеский матч                            |
| 12                                           | 29 марта 1931                                | Амстердам, Нидерланды                        | Нидерланды                                   | 2:3                                          | 1                                            | Товарищеский матч                            |
| 13                                           | 3 мая 1931                                   | Антверпен, Бельгия                           | Нидерланды                                   | 4:2                                          | 1                                            | Coupe Van den Abeele 1931                    |
| 14                                           | 16 мая 1931                                  | Брюссель, Бельгия                            | Англия                                       | 1:4                                          | -                                            | Товарищеский матч                            |
| 15                                           | 31 мая 1931                                  | Лиссабон, Португалия                         | Португалия                                   | 2:3                                          | -                                            | Товарищеский матч                            |
| 16                                           | 11 октября 1931                              | Брюссель, Бельгия                            | Польша                                       | 2:1                                          | -                                            | Товарищеский матч                            |
| 17                                           | 6 декабря 1931                               | Брюссель, Бельгия                            | Швейцария                                    | 2:1                                          | -                                            | Товарищеский матч                            |
| 18                                           | 20 марта 1932                                | Антверпен, Бельгия                           | Нидерланды                                   | 1:4                                          | -                                            | Coupe Van den Abeele 1932                    |
| 19                                           | 17 апреля 1932                               | Амстердам, Нидерланды                        | Нидерланды                                   | 1:2                                          | -                                            | Товарищеский матч                            |
| 20                                           | 1 мая 1932                                   | Брюссель, Бельгия                            | Франция                                      | 5:2                                          | -                                            | Товарищеский матч                            |
| 21                                           | 5 июня 1932                                  | Копенгаген, Дания                            | Дания                                        | 4:3                                          | -                                            | Товарищеский матч                            |
| 22                                           | 12 июня 1932                                 | Стокгольм, Швеция                            | Швеция                                       | 1:3                                          | -                                            | Товарищеский матч                            |
| 23                                           | 11 декабря 1932                              | Брюссель, Бельгия                            | Австрия                                      | 1:6                                          | -                                            | Товарищеский матч                            |
| 24                                           | 12 февраля 1933                              | Брюссель, Бельгия                            | Италия                                       | 2:3                                          | -                                            | Товарищеский матч                            |
| 25                                           | 12 марта 1933                                | Цюрих, Швейцария                             | Швейцария                                    | 3:3                                          | -                                            | Товарищеский матч                            |
| 26                                           | 26 марта 1933                                | Коломб, Франция                              | Франция                                      | 0:3                                          | -                                            | Товарищеский матч                            |
| 27                                           | 9 апреля 1933                                | Антверпен, Бельгия                           | Нидерланды                                   | 1:3                                          | -                                            | Товарищеский матч                            |
| 28                                           | 7 мая 1933                                   | Амстердам, Нидерланды                        | Нидерланды                                   | 2:1                                          | -                                            | Товарищеский матч                            |
| 29                                           | 11 июня 1933                                 | Вена, Австрия                                | Австрия                                      | 1:4                                          | -                                            | Товарищеский матч                            |
| 30                                           | 26 ноября 1933                               | Брюссель, Бельгия                            | Дания                                        | 2:2                                          | 1                                            | Товарищеский матч                            |
| 31                                           | 25 февраля 1934                              | Дублин, Ирландия                             | Ирландское Свободное Государство             | 4:4                                          | -                                            | Отбор к ЧМ-1934                              |
| 32                                           | 11 марта 1934                                | Амстердам, Нидерланды                        | Нидерланды                                   | 3:9                                          | 1                                            | Товарищеский матч                            |
| 33                                           | 29 апреля 1934                               | Антверпен, Бельгия                           | Нидерланды                                   | 2:4                                          | -                                            | Отбор к ЧМ-1934                              |
| 34                                           | 8 марта 1936                                 | Коломб, Франция                              | Франция                                      | 0:3                                          | -                                            | Товарищеский матч                            |

Итого: 34 матча / 8 голов; 10 побед, 5 ничьих, 19 поражений.

### Тренерская
На тренерском посту Версейп работал в нескольких командах. Дебютировал он в качестве тренера родного клуба «Брюгге» и занимал эту должность 6 сезонов подряд. Позже он руководил командами «Малдегем», «Остенде» и «Серкль Брюгге».